# Semën Kirillovič Naryškin
Semën Kirillovič Naryškin, in russo Семён Кириллович Нарышкин? (5 aprile 1710 – Mosca, 27 novembre 1775), è stato un ambasciatore russo.

## Biografia
Era il figlio di Kirill Alekseevič Naryškin (1670-1723), e della sua seconda moglie, la principessa Anastasija Jakovlevna Myšeckaja (1680-1722). Venne educato a casa. 

## Carriera
Ricevette il titolo di Gentiluomo da camera. C'erano voci sulla sua relazione con la granduchessa Elisabetta, un rapporto così forte che si rafforzò con un possibile matrimonio.
Caduto in disgrazia sotto l'imperatrice Anna Ivanovna, fuggì in Francia, dove ha vissuto sotto il nome di Tenkin. Ritornò in Russia al momento dell'ascesa al trono di Elisabetta.
Mentre era a Parigi, nel maggio 1741, venne nominato ciambellano, e il 31 dicembre dello stesso anno è stato nominato ambasciatore in Inghilterra, al posto del principe Ščerbatov.
Trascorse solo un anno e mezzo a Londra, fino al giugno 1743, quando fu nuovamente inviato il principe Ščerbatov e Naryškin ritornò a San Pietroburgo.
Nel 1744 Naryškin è stato inviato a incontrare la principessa Zerbst e sua figlia, la sposa dell'erede al trono di Russia, il Granduca Pietro.
Il 30 novembre 1744 venne nominato tenente generale. Nel 1757 è stato promosso a comandante in capo.

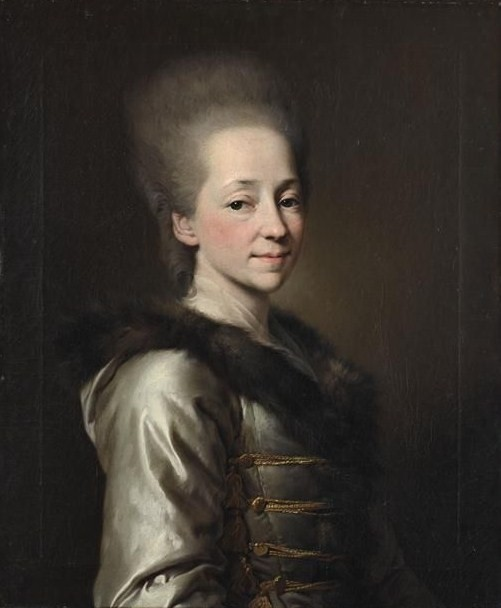
Ritratto di Marija Pavlovna Balk-Field, di Dmitrij Grigor'evič Levickij, 1773/1774, Museo del Louvre.

Semën Naryškin appartenne al primo gruppo di frammassoni russi; fu iniziato alla massoneria in una loggia di Parigi nel 1737, e viene ufficialmente ricordato come il primo massone russo. Fu membro fondatore della loggia "Apollon" di San Pietroburgo, fondata nel 1771. 
Durante gli anni trascorsi in Russia nella sua residenza esisteva un museo casalingo celebre anche tra i viaggiatori stranieri. Manteneva inoltre una grande orchestra di corni, legata alle cacce da lui organizzate, della quale affidò la direzione al boemo Johann Mareš. Il contributo dell'orchestra del conte Naryškin alla musica per corno fu rilevante al punto che lo stile predominante nel diciannovesimo secolo viene etichettato come Naryshkin baroque.

## Matrimonio
Sposò Marija Pavlovna Balk-Field (1728-1793), nipote di Matrona Mons (sorella di Anna Mons, amante di Pietro I). Ebbero due figli:
- Kirill Semënovič (1761-1770);
- Ekaterina Semënovna (1763-1771)

## Morte
Morì il 27 novembre 1775 a Mosca. Fu sepolto nel monastero Donskoj.